# Hat-trick
Hat-trick (iz angleščine, dobesedno: trik s klobukom (npr. ko čarodej pričara zajca) je izraz športnih komentatorjev in prvotno pomeni tri uspešne dosežke enega igralca na tekmi. Najprej je bil uporabljen pri angleškem kriketu, sedaj se uporablja pri komentiranju različnih športov. Pri nogometu pomeni, da igralec doseže tri gole v eni tekmi, podobno pa tudi pri drugih športih. Izraz so poročevalci raztegnili tudi na kake druge tri sorodne dosežke - zmaga na treh tekmah; zmaga na kvalifikaciji, tekmovanju in najhitrejši čas kroga na istem tekmovanju (pri avtomobilizmu) in podobno.
Nogometni čarodej Brazilec Pelé, ki je sicer na 1.363 tekmah dosegel 
1.281 zadetkov, je 128-krat dosegel več kot tri gole na tekmo. Po neuradnih podatkih je 1-krat dosegel 8 zadetkov, 5-krat po 5, 30-krat po 4 ter 92-krat po 3 zadetke. 
FIFA objavlja dosežene 
hat-tricke na tekmah za svetovni pokal v nogometu (FIFA seznam hat-trickov, v angleščini). V tem seznamu je 48 igralcev (stanje do leta 2006). Med njimi je Pelé uvrščen kot najmlajši igralec, ki je dosegel hat-trick. Star je bil nekaj tednov manj kot 18 let.